# Simon Says (filme)
Simon Says (bra Siga o Mestre) é um filme estadunidense de 2006, dos gêneros suspense e horror, dirigido por William Dear.

## Enredo
Cinco amigos adolescentes – Kate, Zack, Vicky, Riff e Ashley – vão fazer um pique-nique na beira de um rio e têm de enfrentar os sádicos irmãos gêmeos Simon e Stanley.

## Elenco
- Margo Harshman ... Kate
- Crispin Glover ... Simon/Stanley
- Greg Cipes ... Zack
- Carrie Finklea ... Vicky
- Kelly Vitz ... Ashley
- Artie Baxter ... Riff
- Blake Lively ... Jenny
- Erica Hubbard ... Sommer
- Lori Lively ... Lani
- Daniella Monet ... Sarah
- Kelly Blatz ... Will
- Robyn Lively ... Leanne
- Ernie Lively ... Pig
- Bart Johnson ... Garth
- Chad Cunningham ... Stanley (jovem)
- Chris Cunningham ... Simon (jovem)
- Brad Johnson ... Quinn